# Celadon Daboll
Celadon Leeds Daboll (* 18. Juli 1818 in Groton, Connecticut; † 13. Oktober 1866 in New London, Connecticut) war ein US-amerikanischer Erfinder. Er erfand und patentierte 1851 die „Daboll-Trompete“, ein druckluftbetriebenes und per Nockenwelle gesteuertes Nebelhorn.